# Крылов, Сергей Евгеньевич
Сергей Евгеньевич Крылов — советский партийный и государственный  деятель.

## Биография
Родился 22.08.1926 в посёлке Терновка Воронежской области. Член КПСС с 1952 г.
Окончил Московский институт инженеров железнодорожного транспорта (1948).
В 1948—1986 гг.:
- 1948-1951 дежурный маневровый диспетчер, зам. начальника станции имени Максима Горького,
- 1951-1958 старший инженер службы движенияуправления Приволжской железной дороги, начальник станции им. М. Горького, начальник отдела эксплуатации, начальник Покровского отделения и начальник технического отдела управления Приволжской железной дороги,
- 1958-1961 первый заместитель начальника и главный инженер Сталинградского отделения Приволжской ж.д.,
- август 1961 - март 1963 первый секретарь Центрального райкома КПСС Волгограда,
- март 1963 - декабрь 1964 председатель Волгоградского горисполкома,
- 1964-1966 председатель Волгоградского горкома партийно-государственного контроля
- 1966-1972 заведующий промышленно-транспортным отделом Волгоградского обкома КПСС,
- 1972-1986 второй секретарь Волгоградского обкома КПСС.

В 1988-1994 гг. председатель Волгоградского областного комитета защиты мира.
Избирался депутатом Верховного Совета РСФСР 9-го, 10-го и 11-го созывов.
Делегат XXV, XXVI и XXVII съездов КПСС.
Почётный железнодорожник. Награждён орденом Октябрьской Революции, тремя орденами Трудового Красного Знамени.
Умер в 2019 году в Волгограде.